# Celosía (horticultura)

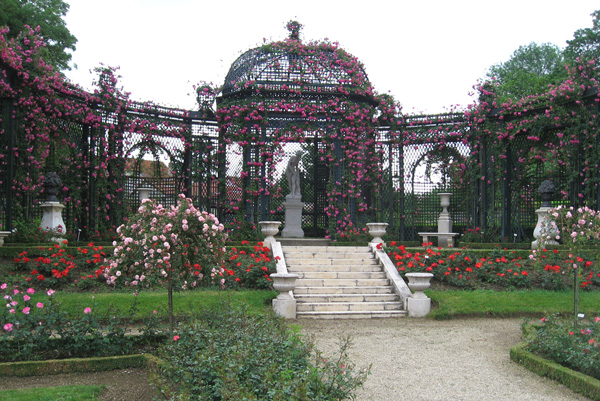
Treillage como soporte de rosales en la Rosaleda del Valle del Marne

La celosía usada en horticultura, también conocida como enrejado, espaldera, o por el galicismo de  « treillage », es una estructura arquitectónica, por lo general a partir de un marco abierto o celosía de piezas entrelazadas o de intersección de madera, bambú, metal poliéster, PVC, etc., siempre se ha utilizado para separar ambientes, normalmente para apoyar y mostrar plantas, especialmente plantas trepadoras. Ahora, se usa más para conformar estructuras y como apoyo a las demás construcciones. Por ejemplo, con celosías se cierran espacios huecos de pérgolas y cenadores.

## Historia

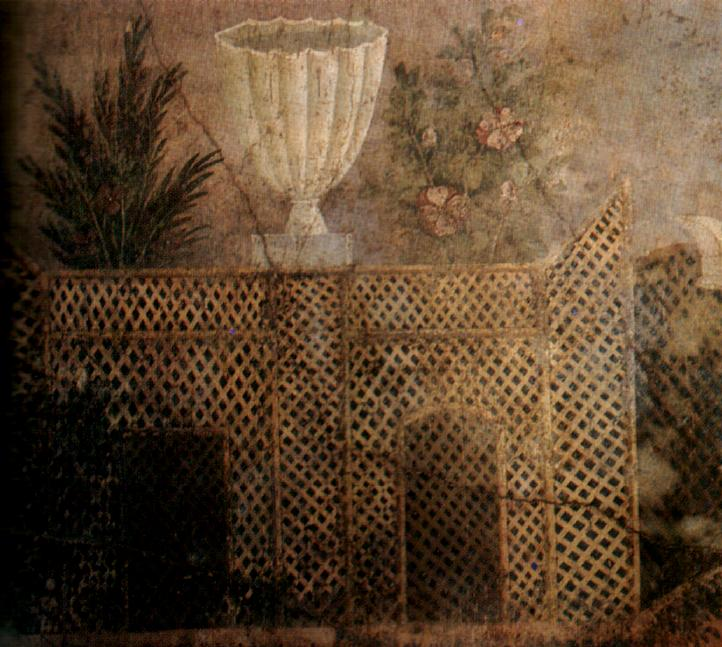
Detalles de un fresco de una villa de Pompeya, con una celosía

El enrejado fue originalmente diseñado para soportar cepas de vides, lo que le da su nombre: (latín) Trichila = emparrado. 
Aunque se desconoce cuándo y dónde se inventó el enrejado, el enrejado ha sido mencionado en la literatura y obras botánicas a lo largo de la historia. Plinio el Joven, en los siglos I y II, escribió sobre las espalderas en algunas de sus cartas sobre jardines.
También se ha utilizado para apoyar a los arbustos de espalderas, o para separar los senderos de los matorrales y las diversas partes de los jardines. Este tipo de celosías fueron hechas por jardineros. 
Pero cuando la jardinería fue perfeccionada por diseñadores paisajistas como André Le Nôtre y Jules Hardouin-Mansart, el enrejado se convirtió en un objeto de decoración y en Francia fue confiada a trabajadores especializados llamados « treillageurs », que primero trabajaron libremente hasta 1769, después se unieron al cuerpo de los carpinteros. Estos trabajadores debían tener al menos nociones básicas de los principios de la arquitectura y el arte de tracería de la madera.

## Tipos de enrejados
Hay muchos tipos de enrejado para diferentes lugares y diferentes plantas:
Tipos agrícolas, se usan sobre todo en la viticultura, están cubiertos por los sistemas de formación de la vid.
En jardinería: se utilizan para las plantas trepadoras como vides, clematis, hiedra y rosas trepadoras o como apoyo para plantas en crecimiento. Los enrejados para rosas son especialmente comunes en Europa para muchas variedades rosas trepadoras, las cuales requieren un enrejado para alcanzar su potencial como plantas de jardín. 
Algunas plantas suben y se envuelven alrededor de un enrejado sin mucha ayuda artificial, mientras que otras necesitan ayuda, pasando los brotes en crecimiento a través de la espaldera y/o atándolos al marco.

Algunas de las celosías usadas en jardinería
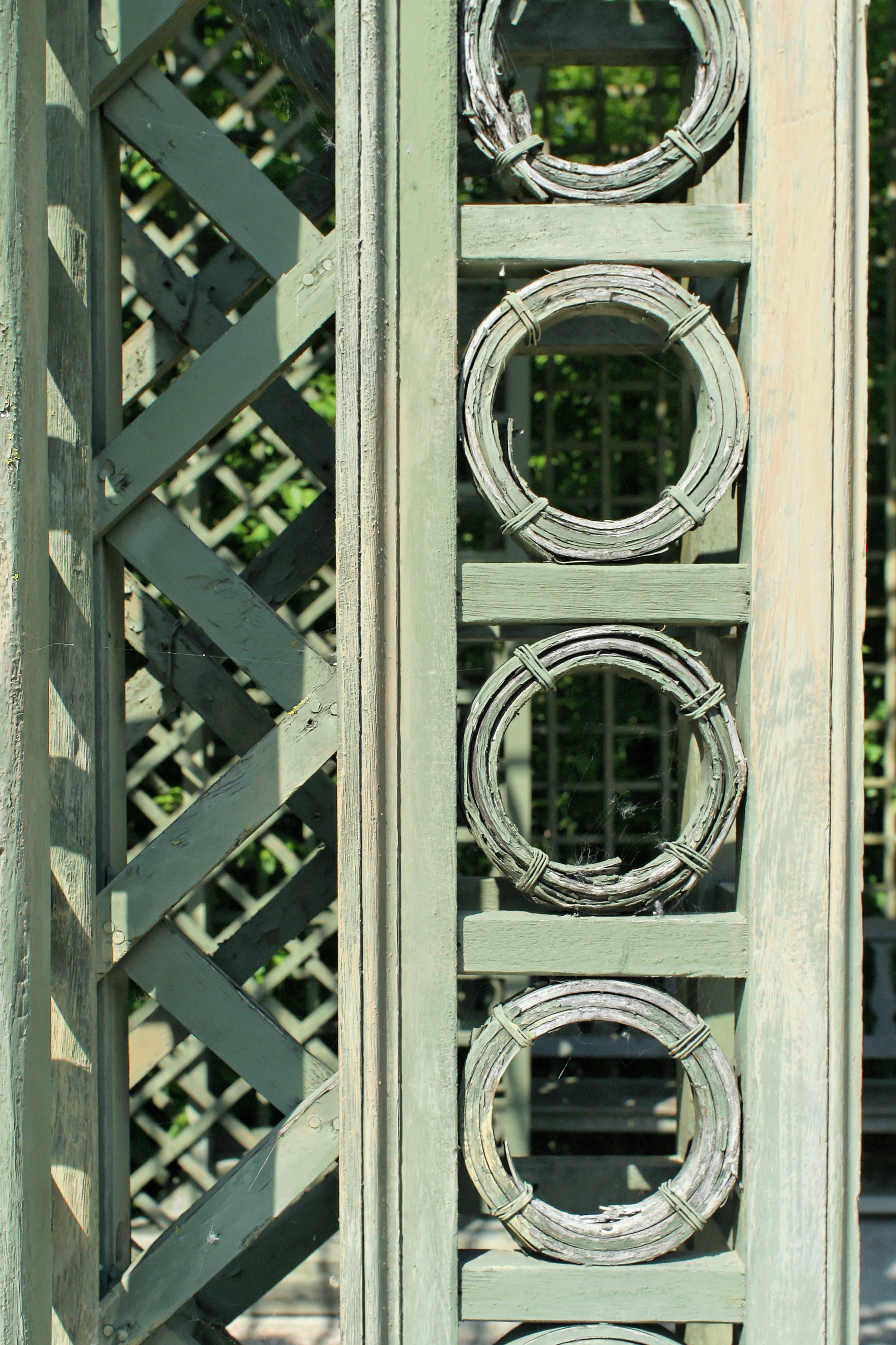
Detalle de celosía en el Bosquet de l'Encelade de Versalles.
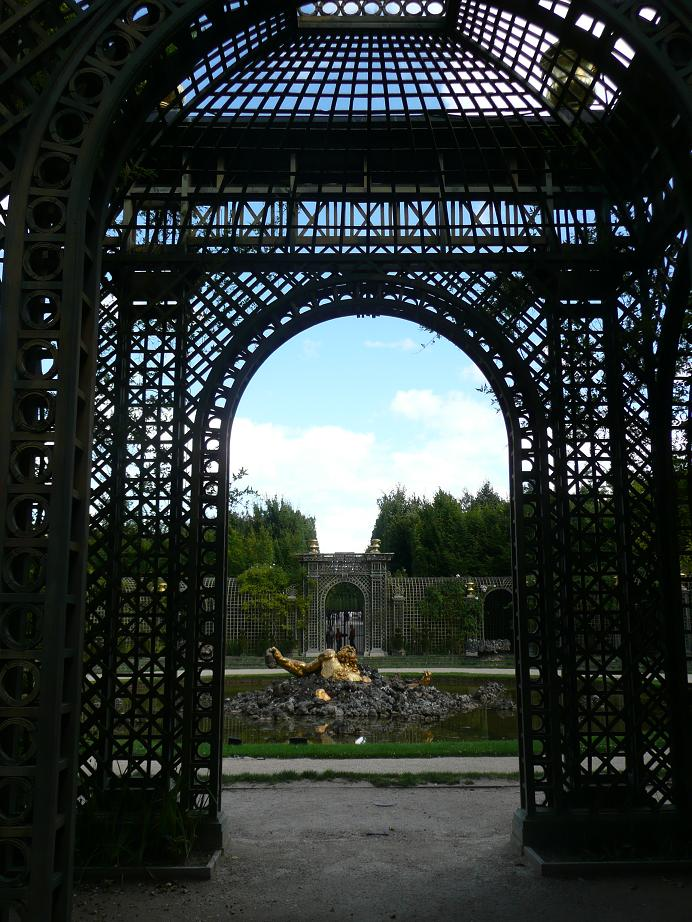
Treillage (celosía) en los jardines de Versalles.
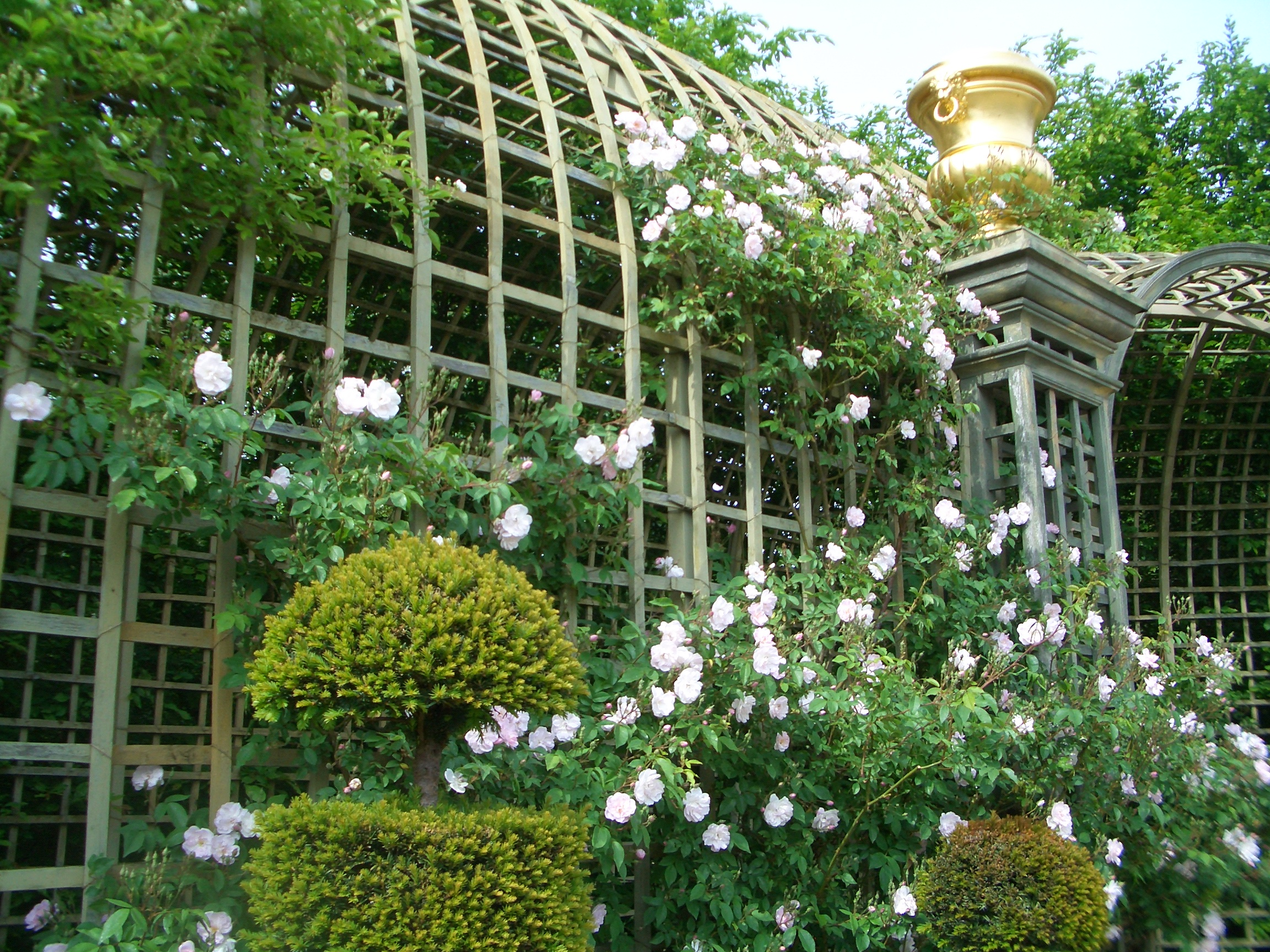
Celosía para rosales en Versalles.
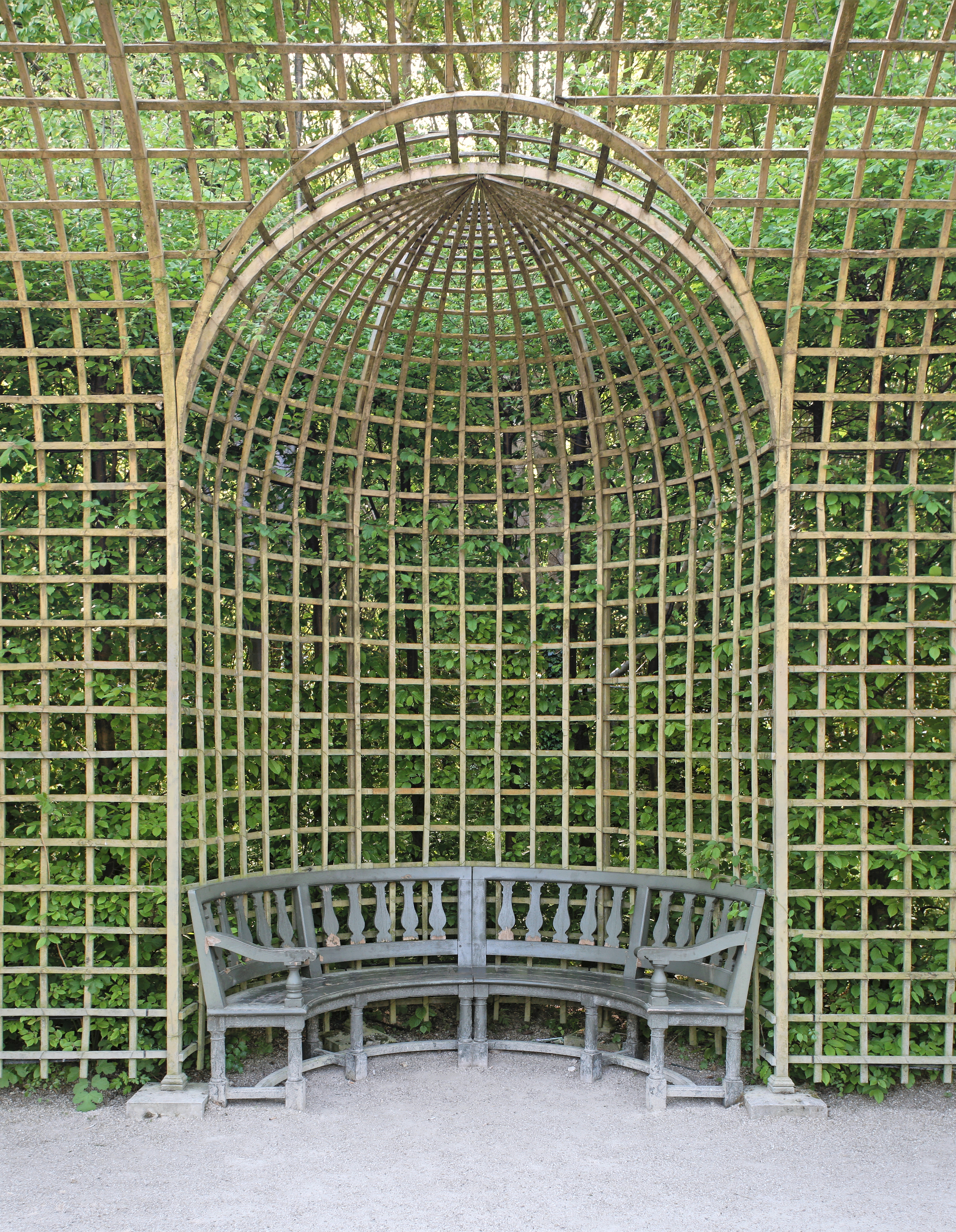
Treillage (celosía) en nicho en los jardines de Versalles.
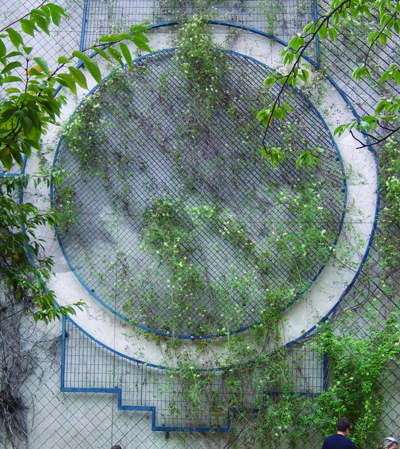
Reloj vegetal de Jean-Max Albert, en París.

Algunas de las espalderas en el arte
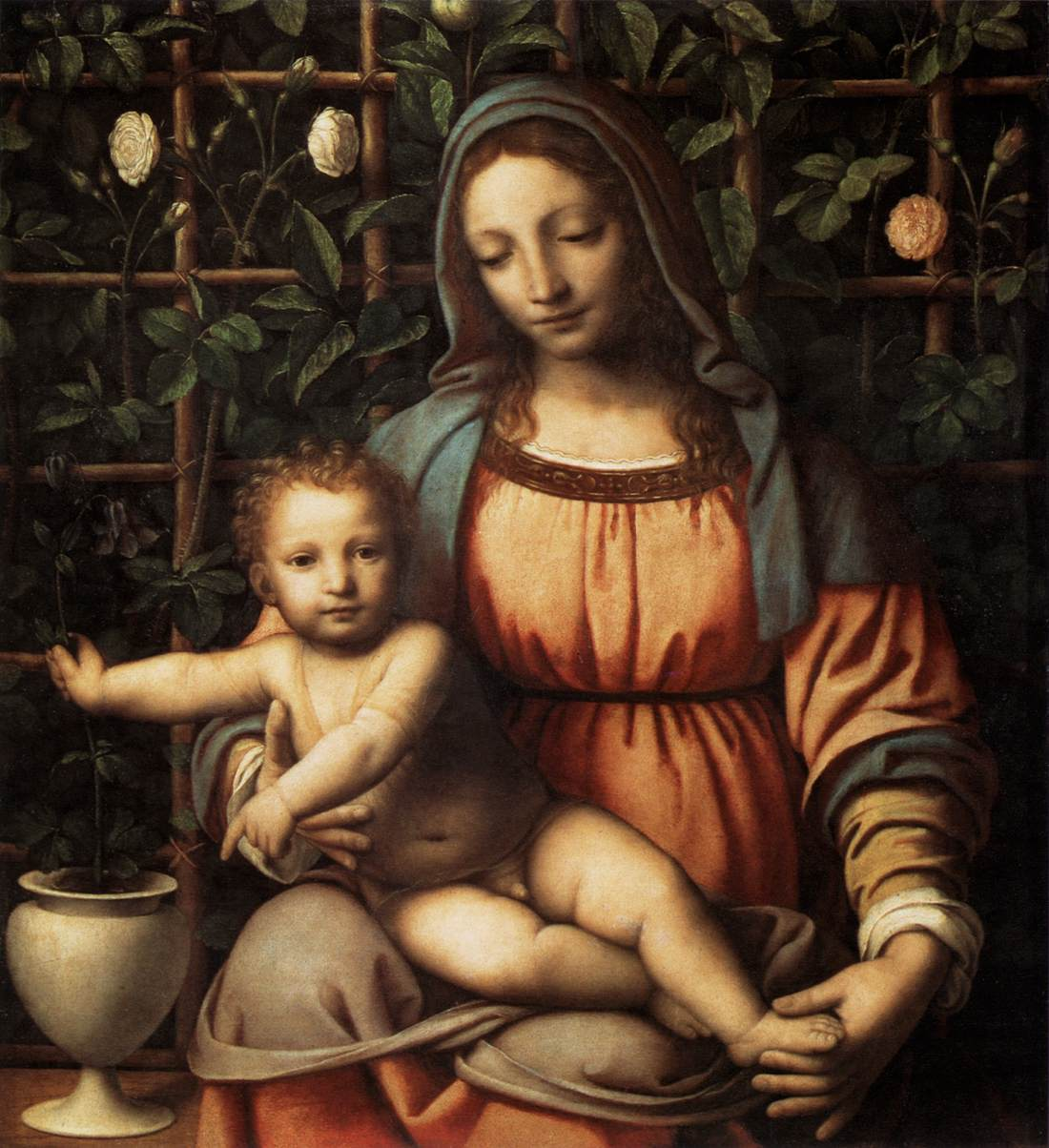
Bernardino Luini, La Virgen de la rosaleda.
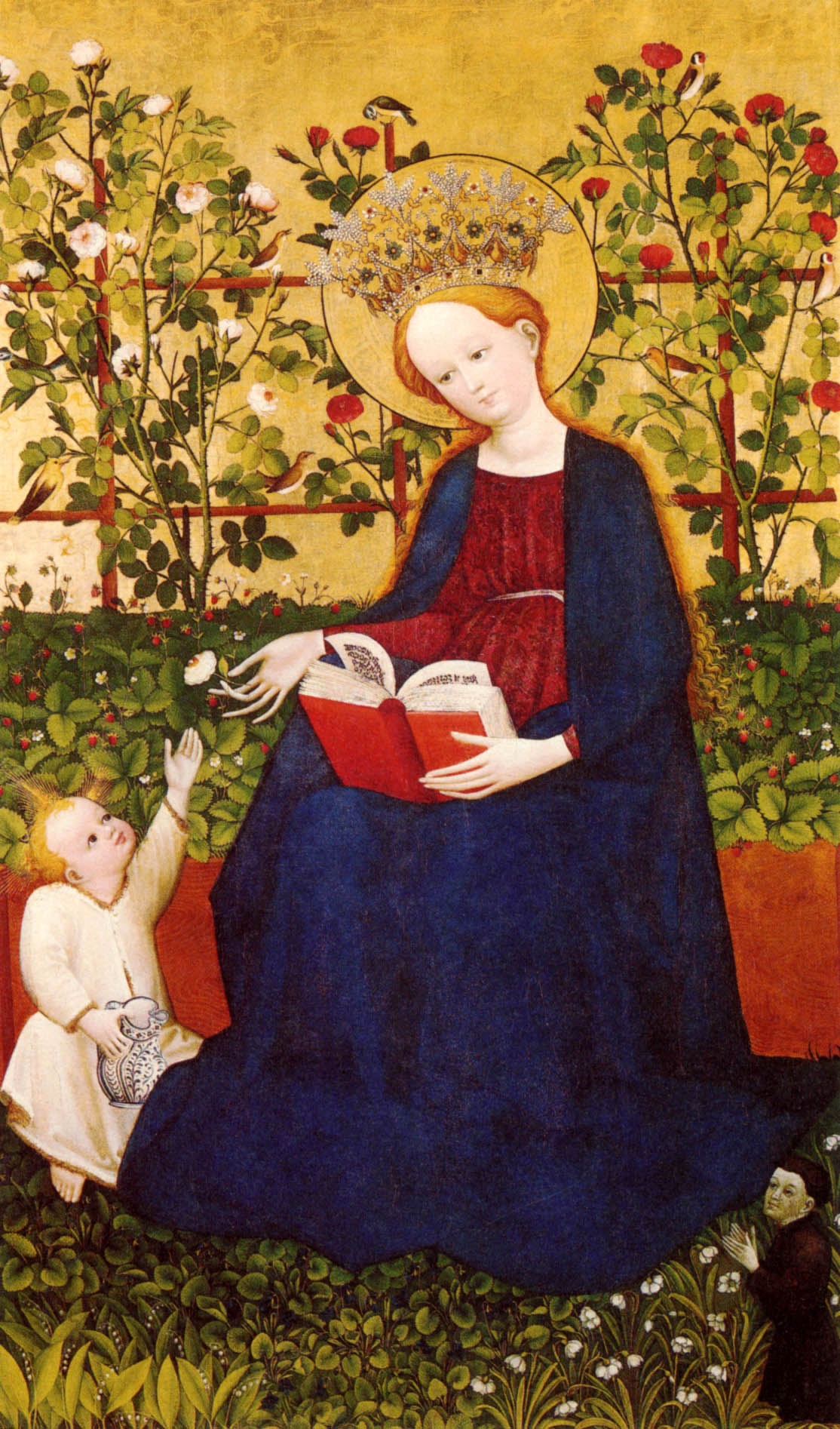
Oberrheinischer Meister -  La Madonna de los fresales.
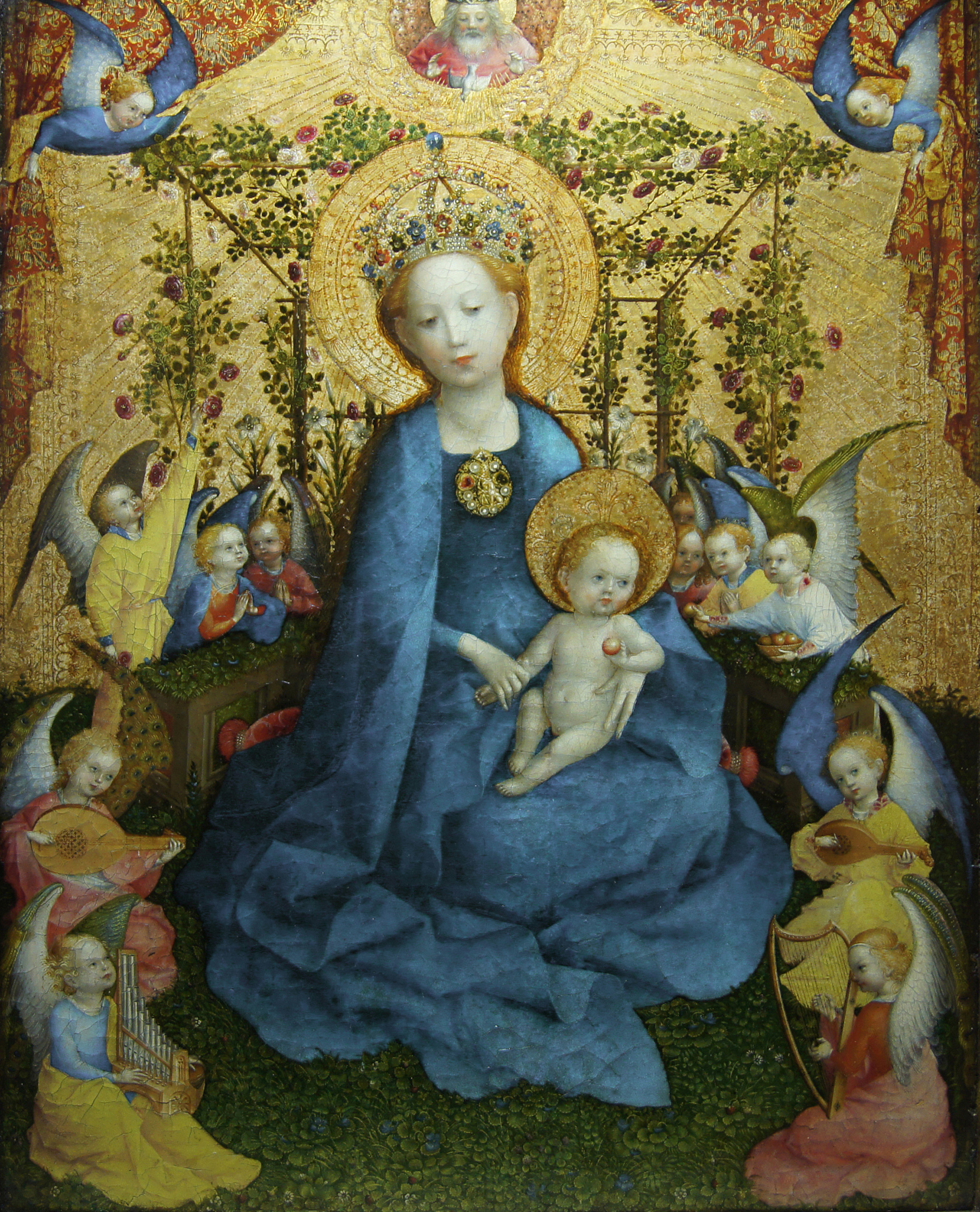
Stefan Lochner Madonna de los rosales.
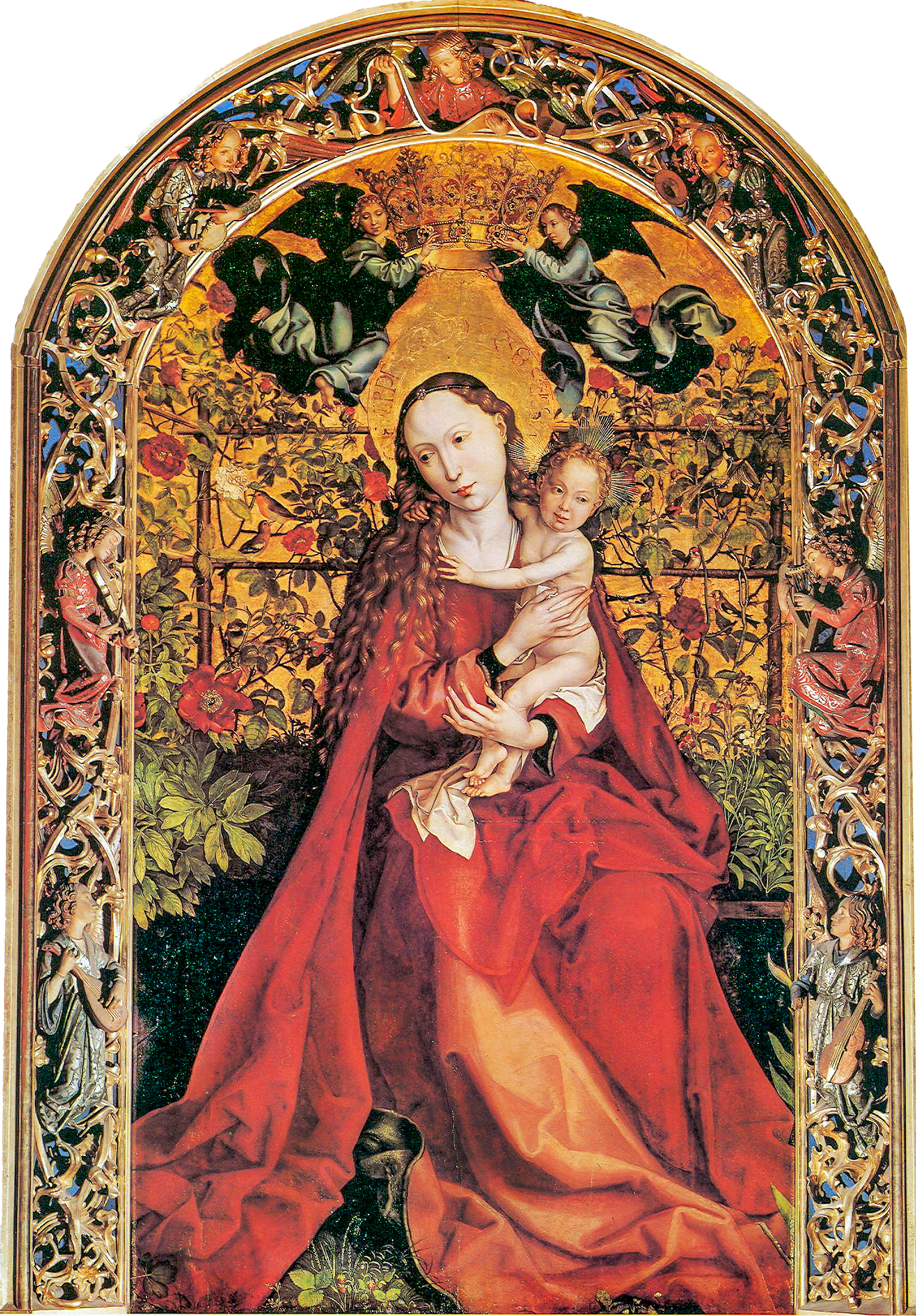
Martin Schongauer, Madonna de la rosaleda.